# Окель, Эрнст Фридрих
Эрнест Фридрих Окель (нем. Ernst Friedrich Ockel; 1742—1816) — курляндский пастор и богослов, педагог, доктор богословия и духовный писатель.

## Биография
Эрнест Фридрих Окель родился 16 (27) ноября 1742 года, в Менгерингхаузене, где его отец Иоганн Готфрид Окель (ум. 1744) был пастором и директором местной школы; мать Иоганнетта Элизабет Вильгельмина (в девичестве Даудейн). Высшее образование получил в университетах Галле, Йены и Геттингена, откуда в 1762 году возвратился в отечество.
На родине Э. Ф. Окель занялся частной педагогической деятельностью, пока в 1773 году не был назначен пастором в Нерфте; в 1775 году — в Затене, в 1780 году — пробстом в Кандауском диоцезе, а в 1785 году был повышен и назначен пастором в Митаву и Курляндским суперинтендентом. 
В 1792 году Эрнест Фридрих Окель получил диплом доктора богословия от Грейфсвальдского университета, и с 1806 года состоял членом духовной консистории Митавы. 
Ему принадлежит масса небольших по размерам работ по богословским и религиозно-нравственным вопросам, а также речей и проповедей. Подробный перечень напечатанных им сочинений приведена в Словаре Recke u. Napiersky’ого.
Эрнест Фридрих Окель скончался 22 марта (3 апреля) 1816 года в городе Митаве.
Был женат на Шарлотте Блахьер (ум. 1815) из Ханау; в браке родился по крайней мере один сын Петер Фридрих (Пётр Фёдорович).